# Krummerne - Så er det jul igen
Krummerne – Så er det jul igen er en dansk familiefilm fra 2006 instrueret af Morten Lorentzen efter manuskript af John Stefan Olsen og er produceret af Regner Grasten Film. Filmen er den fjerde i serien om Krummerne og havde biografpremiere 17. november 2006.

## Medvirkende
- Jamie Morton – Krumme
- Dick Kaysø – Krummes Far
- Vibeke Hastrup – Krummes Mor
- Neel Rønnholt – Stine
- Julius Viktor Bundgaard – Grunk
- Grethe Sønck – Fru Olsen
- Claus Ryskjær – Svendsen
- Peter Schrøder – Boris
- Jarl Friis-Mikkelsen – Ivan
- Waage Sandø – Julemanden
- Birthe Neumann – Julemandens Kone
- Christian Heldbo Wienberg – Hans
- Claus Bue – Lærer Jansen
- Clara Maria Bahamondes – Nova
- Anna Clara Sachs Leschly – Stella
- Torben Zeller – Postbud
- Lars Lunøe – Antikvarboghandler
- Jan Hertz – Advokat
- Birgitte Simonsen – Advokat sekretær
- Ole Fick – Lirekassemand
- Sonja Furu – Yrsa
- Nicolai Back – Politibetjent

## Handling
'Krummerne' har for alvor bidt sig fast i det danske filmpublikum, og efter at have optrådt som julekalender-familie, kommer de nu med deres egen julefilm. I 'Krummerne - så er det jul igen' er Julemanden kommet i vanskeligheder. Han har mistet den julebog, som indeholder opskriften på den magiske julegrød, der giver Julemanden sine kræfter. I Krummes familie er der ingen, der tror på Julemanden. Kun Krumme, så det er op til ham alene at hjælpe Julemanden med at få sin bog tilbage. Krummeserien bygger på Thøger Birkelands populære bogserie, der startede med 'Krummerne' i 1969.